# Dešat
Dešat (makedonsko: Дешат, albansko: Deshat ali Mali i Deshatit) je gora na meji med  Severno Makedonijo in Albanijo. Gora je del gorske verige Šar–Korab–Dešat–Krčin–Stogovo–Karaorman.
Najvišji vrh gore je Velivar (Veli vrv) z 2375 metri, manjša vrhova pa sta še Deli Senica in Suva Bara. Na gori leži tudi nekaj majhnih ledeniških (glacialnih) jezer, najbolj znano izmed njih je  Lokuv, ki leži na severovzhodnem delu gore, na 1560 metrih nadmorske višine. Ob vzhodnem vznožju gore se nahaja kanjon reke Radike, ki ločuje goro Dešat od gora Bistra in Stogovo.
Velik del Dešata je vključen v Narodni park Mavrovo. Najbližje mesto gori je Debar v kanjonu reke Radike.

## Živalstvo in rastlinstvo
Gora je poraščena z gozdovi. Na gori najdemo raznovrstne divje živali, kot so: medvedi, volkovi, risi, lisice, divje svinje, jeleni, srne.